# Озмидов, Михаил Павлович
Михаил Павлович Озмидов (1836, Бессарабия — 1897 года, Пирей, Греция) — русский архитектор, редактор-издатель газеты «Новороссийский Телеграф».

## Биография
Родился в 1836 году в Бессарабии. Получил среднее образование в Кишинёвской гимназии. В 1853 году поступил в Петербургское строительное училище и в 1860 году окончил его по первому разряду, получив звание гражданского инженера. Был назначен производителем работ в Одесском строительном комитете. В 1860—1870 годах активно сотрудничал в качестве автора с газетой «Одесский вестник». Опубликовал в этой газете большое количество статей, посвященных городскому хозяйству, а также редактировал материалы по вопросам городского управления. С 1866 по 1870 года служил у барона К. К. Унгерн-Штернберга, строившего Одесско-Кременчугскую железную дорогу. В 1870—1875 годах служил городским техником, принимал участие в разработке проектов устройства мостовых, коллекторов, газового освещения, водопровода и других городских сооружений. С 1873 по 1878 год был архитектором при Одесском институте благородных девиц.
Был учредителем Одесского общества инженеров и архитекторов. На заседаниях этого общества выступил с рядом докладов, посвященных удалению городских нечистот посредством канализации. Избирался гласным Одесской городской думы.

## Редакционно-издательская деятельность

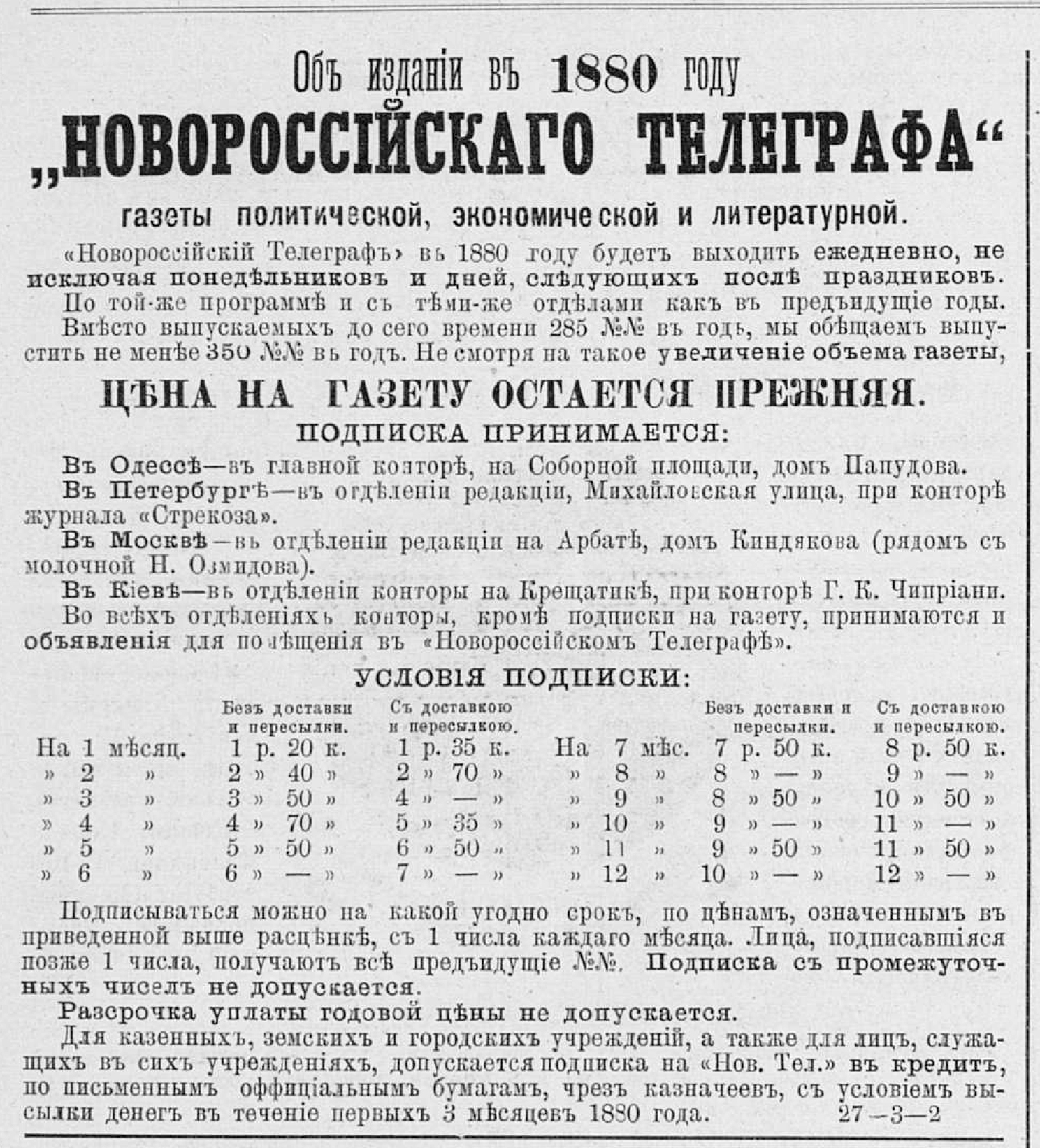
Реклама газеты Новороссийский Телеграф, 1880 год

В 1874 году М. П. Озмидов приобрёл у К. В. Картамышева первое частное одесское периодическое издание — газету «Новороссийский Телеграф». К этому времени газета не имела ни подписчиков, ни сотрудников, перерыв в её издании составлял около двух лет. М. П. Озмидов стал редактором-издателем газеты и возобновил её выпуск с января 1875 года. В первые же годы после возобновления издания число подписчиков газеты достигло 5 тысяч. С 1880 года газета выходила ежедневно (350 номеров в год). Благодаря привлечению ряда талантливых публицистов, в газете постоянно публиковались интересные статьи по географии, этнографии, статистике, истории и экономике. Газета имела корреспондентов за границей. Редакция газеты имела свои отделения в Санкт-Петербурге, Москве и Киеве, в этих городах принималась подписка на газету.
Содержание газеты соответствовало националистическому значению лозунга «Россия для русских» и имело антисемитскую направленность.
С 1897 года, после смерти М. П. Озмидова, издание газеты продолжила его вдова — Зинаида Константиновна (1843—1899), дочь известного юриста К. А. Неволина.
М. П. Озмидов также был редактором-издателем «Новороссийского листка» (газета объявлений, 1881—1883) и "Юридической хроники «Новороссийского телеграфа» (1882).